# Parachernes adisi
Espèce
Parachernes adisi est une espèce de pseudoscorpions de la famille des Chernetidae.

## Distribution
Cette espèce est endémique d'Amazonas au Brésil. Elle se rencontre vers Manaus.

## Description
Le mâle mesure 2,3 mm et les femelles de 2,1 à 2,5 mm.

## Étymologie
Cette espèce est nommée en l'honneur de Joachim Adis.

## Publication originale
- Mahnert, 1979 : Pseudoskorpione (Arachnida) aus dem Amazonas-Gebiet (Brasilien). Revue Suisse de Zoologie, vol. 86, no 3, p. 719-810 (texte intégral).